# 赤沙北駅
赤沙北駅（せきさきたえき）は、中華人民共和国広東省広州市海珠区赤沙涌に位置する広州地下鉄12号線の駅。

## 歴史
計画時の駅名は「赤沙駅」であったが、11号線との乗換駅である赤沙駅に先に使用されたことから当駅は「赤沙北駅」と変更された。
- 2019年12月：着工[3]。
- 2025年6月29日：開業[4]。

## 駅構造
島式ホーム1面2線を有する地下駅。

### のりば
| 番線 | 路線     | 行先         |
| ---- | -------- | ------------ |
| 1    | ■ 12号線 | 大学城南方面 |
| 2    | ■ 12号線 | 二沙島方面   |

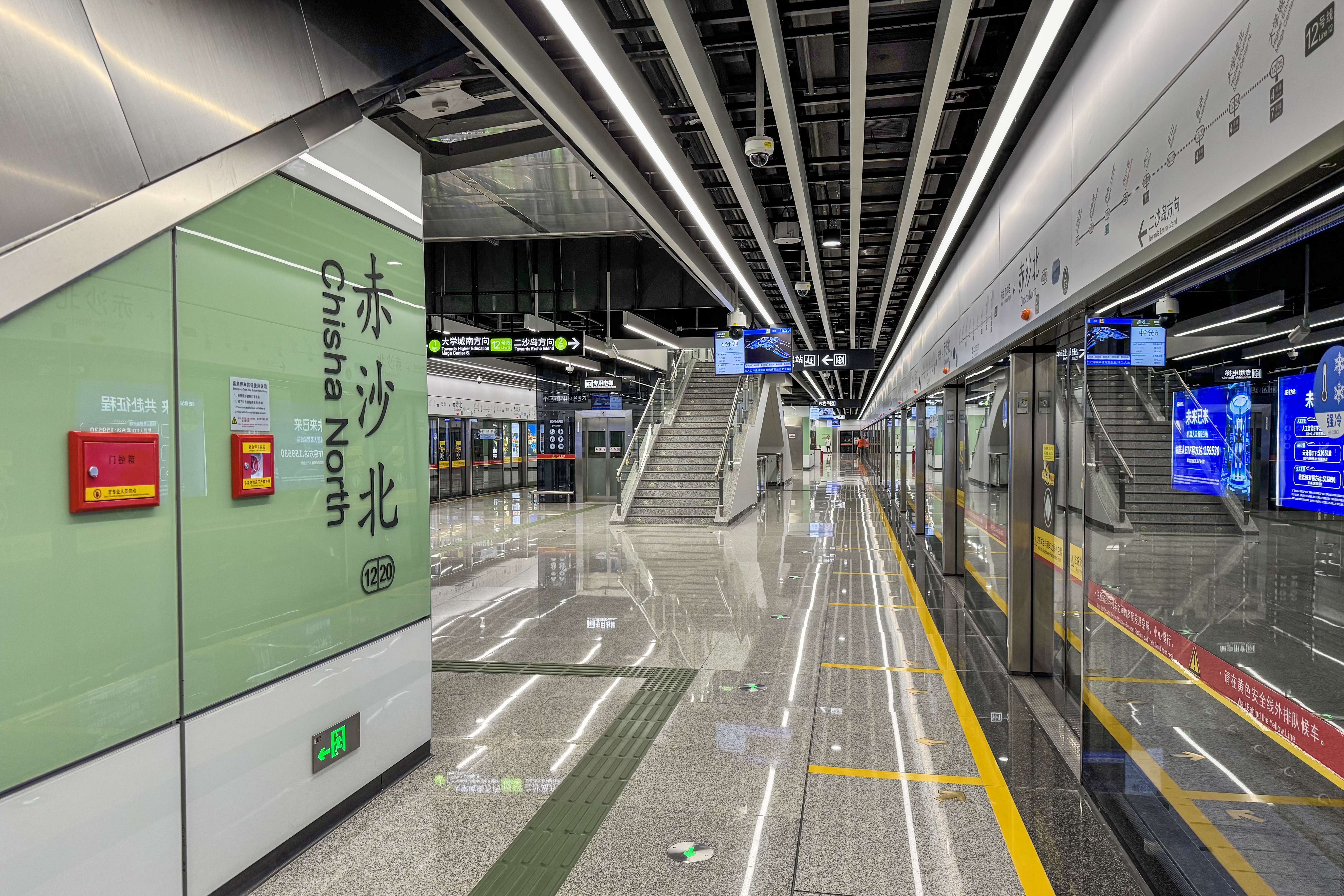
ホーム
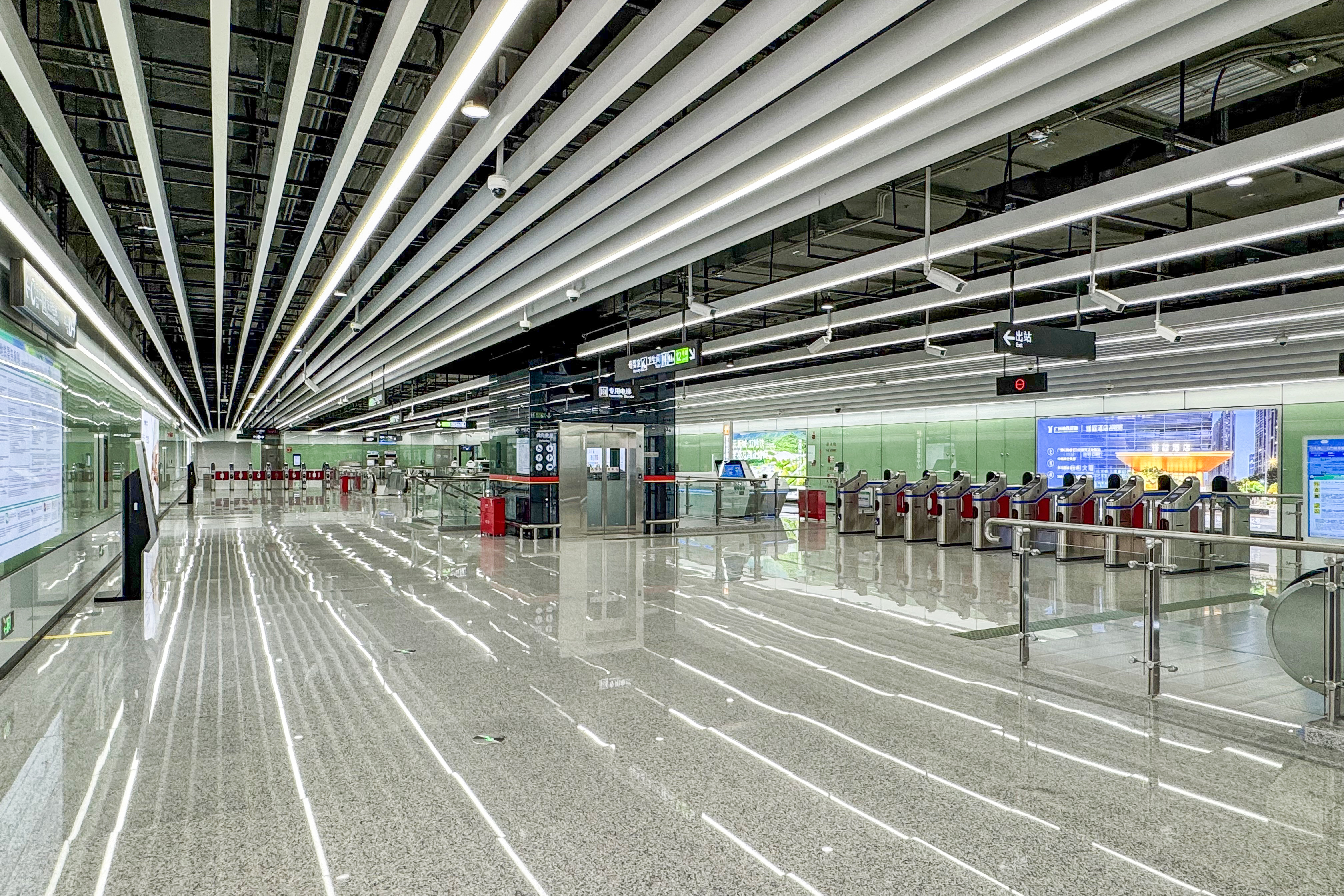
コンコース

## 駅周辺
- 広州地下鉄赤沙車両基地（中国語版）
- 七星崗村

## 隣の駅
広州地下鉄
■ 12号線
赤崗塔駅 1218 - 赤崗駅 1219（事業中） - 赤沙北駅 1220 - 赤沙駅 1221